# Zygethmus pantenus
Zygethmus pantenus är en mångfotingart som beskrevs av Chamberlin 1957. Zygethmus pantenus ingår i släktet Zygethmus och familjen Ballophilidae.
Artens utbredningsområde är Ecuador. Inga underarter finns listade i Catalogue of Life.